# Walter Schreiber
Walter Paul Emil Schreiber (ur. 21 marca 1893 w Berlinie, zm. 5 września 1970 w San Carlos de Bariloche) – niemiecki profesor medycyny, lekarz wojskowy w I wojnie światowej, generał (Generalarzt) służby medycznej Wehrmachtu, świadek w procesach norymberskich w sprawie Hermanna Göringa oraz w procesie lekarzy, nazistowski zbrodniarz wojenny odpowiedzialny za pseudomedyczne eksperymenty na więźniach niemieckich obozów koncentracyjnych. Uniknął oskarżenia i nie poniósł odpowiedzialności pomimo tego, że został ujęty przez Rosjan w 1945.

## Życiorys
Walter Schreiber urodził się w Berlinie, jego rodzicami byli inspektor pocztowy Paul Schreiber i Gertrud Kettlitz. Po ukończeniu berlińskiego gimnazjum studiował medycynę na Uniwersytecie Humboldtów w Berlinie, Uniwersytecie w Tybindze i Uniwersytecie w Greifswaldzie. W 1914 na ochotnika wstąpił do wojska i służył w 42 regimencie piechoty we Francji. Był ranny w pierwszej bitwie nad Marną. Po odzyskaniu zdrowia, kontynuował studia i był lekarzem na Froncie Zachodnim aż do końca wojny w 1918. Otrzymał w tym czasie fińskie, szwajcarskie i niemieckie odznaczenia za ofiarną służbę humanitarną. W 1920 doktoryzował się na Uniwersytecie w Greifswaldzie i rozpoczął badania epidemiologiczne w Afryce.
Po pierwszej wojnie światowej Stany Zjednoczone poszukiwały możliwości zastosowania broni biologicznej w działaniach wojennych. Schreiber jako profesor bakteriologii i higieny uniwersytetu w Berlinie i autorytet w zakresie epidemiologii został zaproszony w ramach amerykańsko-niemieckiej wymiany naukowców do prowadzenia badań w Walter Reed Army Medical Center (wtedy znanym jako Walter Reed General Hospital). Poznał on w tym czasie amerykańskie plany rozwoju ofensywnych i defensywnych broni biologicznych.
W okresie II wojny światowej, będąc profesorem higieny i bakteriologii, jako pełnomocnik Rady Naukowej Rzeszy do Zwalczania Epidemii zajmował się planami stworzenia broni biologicznej. Odpowiadał również za pseudomedyczne eksperymenty na więźniach niemieckich obozów koncentracyjnych. W 1944 roku, jako koordynator do badań nad żółtaczką zakaźną, zwracał się do Joachima Mrugowsky’ego, naczelnego higienisty Waffen SS, o udzielenie pomocy w przeprowadzeniu doświadczeń na ludziach. Mrugowsky nie mogąc w takich sprawach rozstrzygać sam, pod koniec stycznia 1945 r. przedstawił naczelnemu lekarzowi SS Grawitzowi propozycję doświadczeń na 20 więźniach obozu w Buchenwaldzie. Według powojennych zeznań Mrugowskyego przebieg działań wojennych uniemożliwił ich wykonanie.
30 kwietnia 1945, opiekując się rannymi w berlińskim szpitalu, został pojmany przez Rosjan i wywieziony do Związku Radzieckiego. 26 sierpnia 1946 niespodziewanie wystąpił jako świadek w procesie norymberskim, wspomagając swoimi zeznaniami sowieckiego głównego prokuratora, Romana Rudienkę w procesie przeciwko Hermannowi Göringowi i Kurtowi Blomemu, którzy byli oskarżeni o rozwijanie niemieckiej ofensywnej broni biologicznej. Zapis jego zeznań znajduje się w internetowym archiwum Imperial War Museum. Zostały one uznane za dowód w procesach norymberskich przeciwko największym zbrodniarzom wojennym. Sam Schreiber nie został postawiony w stan oskarżenia za zbrodnie wojenne.
Jesienią 1948 Schreiber pojawił się ponownie w Zachodnich Niemczech wraz z żoną, córką i synem. 2 listopada 1948 ujawnił na konferencji prasowej, że początkowo przebywał w moskiewskim więzieniu na Łubiance, gdzie poważnie zachorował. Po przewiezieniu na terytorium Wschodnich Niemiec został następnie zwolniony z niewoli, znajdując się ciągle pod opieką Armii Czerwonej został mianowany na stopień starszyny i uzyskał propozycję stanowiska Głównego Oficera Medycznego w nowo tworzonej wschodnioniemieckiej policji – Volkspolizei. Po odmowie przyjęcia funkcji Schreiber otrzymał propozycję profesury na Uniwersytecie w Lipsku, jednak ze względu na chęć odnalezienia rodziny ubiegał się o objęcie katedry na Uniwersytecie w Berlinie. W odpowiedzi sowieckie władze poinformowały go, że jego rodzina znajduje się na terenie Rosji, wywierając na niego presję, by przeniósł się na terytorium Związku Radzieckiego i dołączył do pracującego tam zespołu naukowców. W tym czasie jego córka, znajdująca się w amerykańskiej strefie okupacyjnej, dowiedziawszy się, że Rosjanie wysyłają transporty naukowców na wschód, podjęła udaną próbę nawiązania kontaktu ze Schreiberem, który już znajdował się w pociągu. Po zmyleniu czujności strażnika udało mu się 17 października 1948 zbiec i przez Drezno przedostać do Berlina Zachodniego, gdzie nawiązał kontakt z zachodnimi aliantami i w początkach 1949 objął posadę lekarza w tajnym amerykańskim ośrodku przesłuchań niemieckich jeńców wojennych Camp King w Oberursel.

## Emigracja
W 1951 w ramach Operacji Paperclip Schreiber został przewieziony do USA. W Nowym Jorku znalazł się 17 września 1951, wraz z nim była żona Olga Conrad Schreiber, syn Paul-Gerhard Schreiber i teściowa Marie Schulz Conrad. W miejscu ich nazwisk w wykazie pasażerów statku widniały wpisy „Paper Clips”.
7 października 1951 New York Times podał, że Schreiber pracował w Air Force School of Medicine w Randolph Air Force Base w Teksasie. Notatka ta znalazła się w czasopiśmie medycznym, gdzie przeczytał ją ekspert z czasów procesów norymberskich nazistowskich lekarzy Leopold Alexander, który skontaktował się z pismem Boston Globe. Skutkiem tego była seria artykułów Drew Pearsona, który ujawnił fakty związane z norymberskimi zeznaniami Schreibera, zbrodniczymi eksperymentami dokonywanymi przez Blomego na Janinie Iwańskiej i innych więźniarkach obozu Ravensbrück, co doprowadziło do powszechnego potępienia Schreibera przez społeczeństwo. Schreiber nie starał się o przedłużenie pracy dla amerykańskiej armii, lecz z jej pomocą uzyskał wizę argentyńską i środki finansowe, po czym 22 maja 1952 przedostał się wraz z rodziną wojskowym samolotem do Buenos Aires.
W Argentynie pracował w laboratorium prowadzącym badania epidemiologiczne. Zmarł nagle na atak serca 5 września 1970.